# Єланецьке лісове господарство
ДП «Єланецьке лісове господарство» — державне підприємство, підпорядковане  Миколаївському обласному управлінню лісового та мисливського господарства, підприємство з вирощування лісу, декоративного садивного матеріалу, виготовлення пиломатеріалів.

## Лісництва
- Братське
- Возсіятське
- Єланецьке
- Куйбишевське

## Керівництво
- Сірик Андрій Андрійович — директор